# Morten Skjønsberg
Morten Morisbak Skjønsberg (Bærum, 12 februari 1983) is een Noors voetballer die bij voorkeur als verdediger speelt. Sinds 2014 speelt hij eigen land bij Stabæk Fotball, waar hij van 2002 tot 2012 ook al speelde.

## Carrière

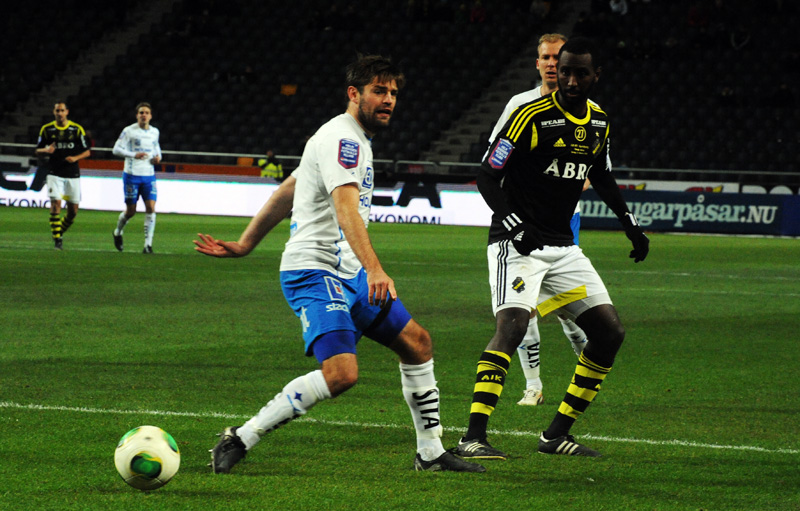
Skjønsberg spelend voor IFK Norrköping in een wedstrijd tegen AIK in 2013.

### Clubcarrière
Skjønsberg maakte in 2002 zijn debuut voor Stabæk. Aan het einde van het seizoen 2007 had hij 114 wedstrijden voor de ploeg gespeeld. Op 3 augustus 2008, in de wedstrijd tegen Bodø/Glimt, maakte hij zijn eerste doelpunt voor Stabæk. Op 10 januari 2012 vertrok hij transfervrij naar het Zweedse IFK Norrköping. In juli 2014 keerde hij terug naar Noorwegen, naar zijn oude ploeg.

### Interlandcarrière
In augustus 2008 werd Skjønsberg voor het eerst opgeroepen voor het nationale elftal van Noorwegen. Op 19 november 2008 speelde hij zijn eerste en tot dusverre enige interland. In de wedstrijd tegen Oekraïne mocht hij na 58 minuten invallen voor Daniel Fredheim-Holm.
| Interlands van Morten Skjønsberg voor Noorwegen | Interlands van Morten Skjønsberg voor Noorwegen | Interlands van Morten Skjønsberg voor Noorwegen | Interlands van Morten Skjønsberg voor Noorwegen | Interlands van Morten Skjønsberg voor Noorwegen | Interlands van Morten Skjønsberg voor Noorwegen |
| №                                               | Datum                                           | Wedstrijd                                       | Uitslag                                         | Soort wedstrijd                                 | Doelpunten                                      |
| Als speler bij Stabæk Fotball                   | Als speler bij Stabæk Fotball                   | Als speler bij Stabæk Fotball                   | Als speler bij Stabæk Fotball                   | Als speler bij Stabæk Fotball                   | Als speler bij Stabæk Fotball                   |
| ----------------------------------------------- | ----------------------------------------------- | ----------------------------------------------- | ----------------------------------------------- | ----------------------------------------------- | ----------------------------------------------- |
| 1.                                              | 19 november 2008                                | Oekraïne – Noorwegen                            | 1 – 0                                           | Vriendschappelijk                               | 0                                               |

## Erelijst

### MetStabæk Fotball
| Competitie   | Winnaar | Winnaar | Runner-up | Runner-up |
| Competitie   | Aantal  | Jaren   | Aantal    | Jaren     |
| ------------ | ------- | ------- | --------- | --------- |
| Nationaal    |         |         |           |           |
| Tippeligaen  | 1x      | 2008    | 1x        | 2007      |
| Adeccoligaen | 1x      | 2005    |           |           |
| Superfinalen | 1x      | 2009    |           |           |